# ユニバーサル・エクスプレス・パス

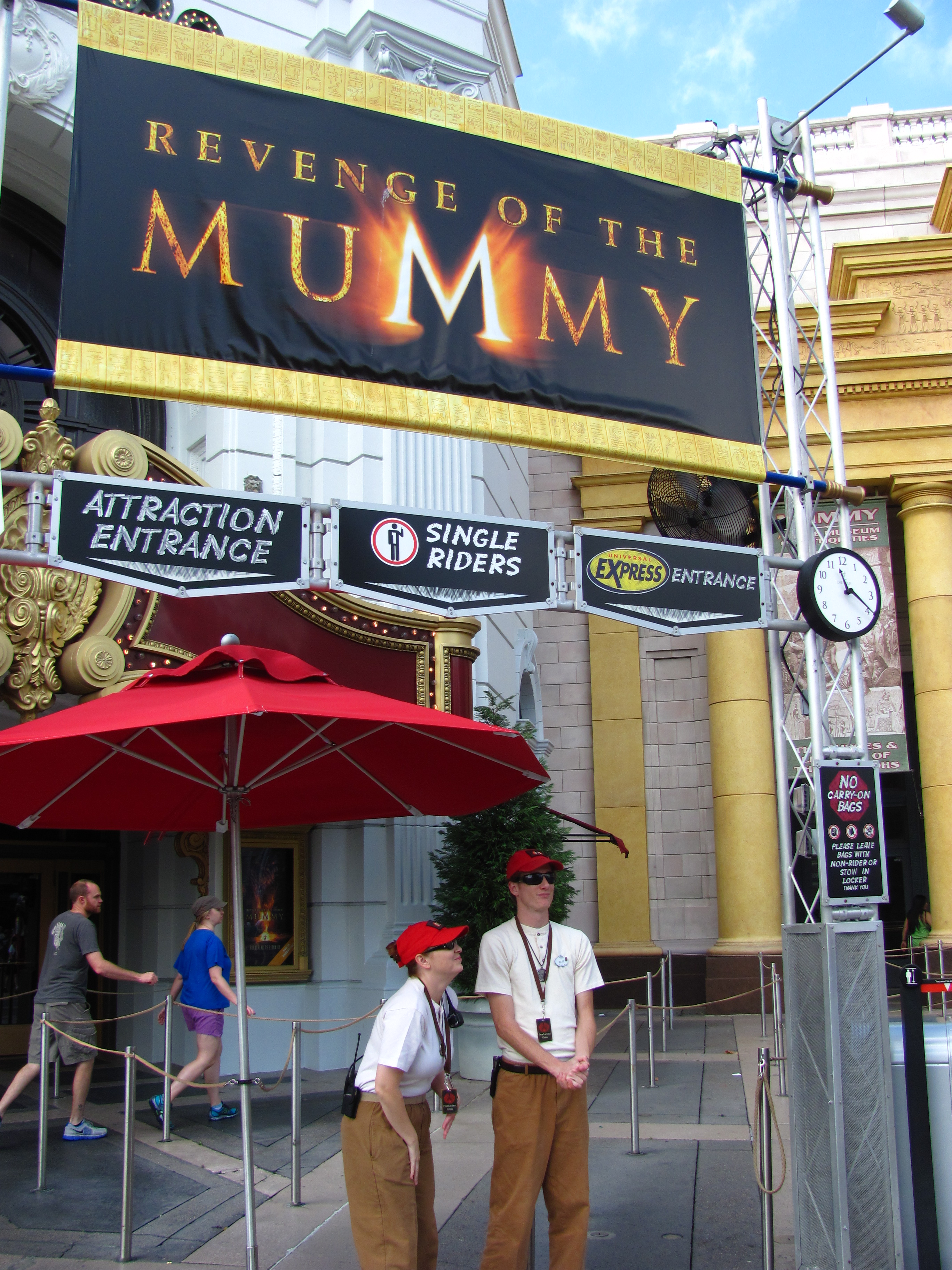
「リベンジ・オブ・ザ・マミー」のエクスプレス・レーン（ユニバーサル・オーランド・リゾート／2012年）

ユニバーサル・エクスプレス・パス（英: Universal Express Pass）は、ユニバーサル・デスティネーションズ&エクスペリエンシズが運営するテーマパークにおいて、追加料金で利用できる優先入場システムである。このシステムを利用すると、対象アトラクションの専用待ち列（エクスプレス・レーン）に並ぶことで、通常より短い待ち時間で搭乗や鑑賞が可能となる。ユニバーサル・スタジオ・ジャパン、ユニバーサル・スタジオ・ハリウッド、ユニバーサル・オーランド・リゾート、ユニバーサル・スタジオ・シンガポール、ユニバーサル・スタジオ・北京といった全てのユニバーサル・パークで導入されている（各施設で名称や販売形態は若干異なる）。

## 概要
ユニバーサル・エクスプレス・パスは、ディズニー・パークの旧「ファストパス」のような特定時間の予約券ではなく、購入者が好きなタイミングで優先レーンに並ぶことができるシステムである。ただしパスの種類によって利用条件が異なり、1回限り利用（各対象アトラクションにつき1回だけ前列に並べる）か無制限利用（同一アトラクションに何度でも利用可）の別や、全アトラクション対象か一部対象か、さらにはパークごとに終日有効のものと時間帯指定のものが存在する。いずれの場合も、エクスプレス・パスの所持者は通常待機列とは別の「ユニバーサル・エクスプレス」レーンに案内され、待ち時間を大幅に短縮できる。このサービスは入園券（スタジオ・パス）とは別料金のオプションであり、入園料には含まれない。各パークとも1日の販売数に制限があり、事前販売分が完売すると当日分の販売は行われない。価格は需要に応じて変動し、平日の閑散期には低価格だが混雑期には大幅に高騰する傾向にある。例えば、ユニバーサル・スタジオ・ジャパン（USJ）の場合、最安値は1枚あたり約7,800円だが、ピーク時には3万円を超える設定となることもある。ユニバーサル・オーランド・リゾートでは1日1パークで利用可能なエクスプレス・パスが$89.99から、全アトラクション無制限の「エクスプレス・アンリミテッド」が$99.99からといった価格帯で提供されており、日程や対象パーク数により変動する。いずれの場合もテーマパーク入場券は別途必要である。
エクスプレス・パスの購入方法は各パークの公式ウェブサイトやチケット売り場などで事前購入するのが一般的である。販売枚数限定のため早期購入が推奨されており、USJでは公式サイトでの事前販売分が完売すると当日園内での販売は行われない。ユニバーサル・スタジオ・ハリウッドでは通常の入場券に追加料金で当日エクスプレス特典を付加することもでき、入園後にアップグレード購入することも可能だが、混雑日は売り切れる場合がある。各パークで販売されるエクスプレス・パスにはいくつかの種類があり、例えばUSJでは対象アトラクション数の異なる「エクスプレス・パス4」「エクスプレス・パス7」、ほぼ全アトラクション対象の「エクスプレス・パス・プレミアム」などがラインナップされている。シンガポールでも「ユニバーサル・エクスプレス」（1回限り各アトラクション利用）と「ユニバーサル・エクスプレス・アンリミテッド」（無制限利用）の2種が販売されている。北京では「エクスプレス3（3つのアトラクション利用）」「エクスプレス5」「エクスプレス14（主要14アトラクション全て対象）」といった複数のパッケージが提供されており、価格はそれぞれ約390元、560元、900元に設定されている。
エクスプレス・パスは原則誰でも購入できるが、一部リゾートでは上級会員向け特典としての提供もある。ユニバーサル・オーランドではオンサイトの3つの高級ホテル（ハードロック・ホテル、ロイヤル・パシフィック・リゾート、ポルトフィーノ・ベイ・ホテル）の宿泊者に対し、滞在中のエクスプレス・レーン無制限利用権が無料で付与される。また、同リゾートの最高位年間パス（プレミア・パス）所持者には、午後4時以降に対象アトラクションで1日1回エクスプレス・レーンを利用できる特典が用意されている。ユニバーサル・スタジオ・ハリウッドでも、プラチナ年間パス保持者は毎日15時以降に各アトラクションを1回ずつ優先利用できる特典がある。このように、追加購入以外の方法でもエクスプレス・パス相当の恩恵を受けられるケースが存在する。

## 歴史
ユニバーサルの優先待ち列システムは1999年にフロリダのユニバーサル・オーランド・リゾートで初めて導入された。当時はディズニーの「ファストパス」と同様に無料のサービスとして運用され、「ユニバーサル・エクスプレス（Universal Express）」と呼ばれる紙の予約券方式で、指定された2つの時間枠のいずれかで戻れば待ち時間を短縮できる仕組みだった。しかし、この無料システムでは1日に利用できるアトラクションが1～2件程度に限られ、必ずしもゲスト体験の向上に繋がらないという指摘があった。そこでユニバーサルは有料版エクスプレスの導入を決定し、2003年に追加料金による「エクスプレス・プラス（Express Plus）」を開始した。エクスプレス・プラスを購入すると全対象アトラクションのエクスプレス・レーンにいつでも入場可能となり、オンサイトホテル宿泊者にも同様の特典が与えられた。その後2005年には試験的に無料発券機を停止して様子を見た上で、2006年よりフロリダの両パークで従来の無料エクスプレスを完全に廃止し、有料エクスプレス・パスに一本化した。ユニバーサル・スタジオ・ハリウッドでも、2000年代初頭には有料の「フロント・オブ・ライン・パス（Front-of-Line Pass）」を導入している。これは当日のパーク入場券と優先入場特典がセットになったもので、後に名称が「Universal Express」に改められ現在に至っている。
日本のユニバーサル・スタジオ・ジャパン（USJ）では、2001年の開業時より独自に有料エクスプレス・パスを販売し始めた（当初は「ブックレット」とも呼称された）。USJではディズニーのファストパスのような全ゲスト向けの無料優先券は採用せず、その代替として一部アトラクションで整理券システム「よやくのり」（現在の公式名称は「e整理券」）を導入した経緯がある。よやくのりは主に子供向けエリア「ユニバーサル・ワンダーランド」などで発行される無料の時間指定整理券で、利用者は指定時刻にアトラクションへ戻ることで短い待ち時間で体験できる。しかし主要人気アトラクションの待ち時間短縮施策としては、一貫して有料のエクスプレス・パスが主軸となっている。
その後、2010年開業のユニバーサル・スタジオ・シンガポール、2021年開業のユニバーサル・スタジオ・北京においても、当初より有料のエクスプレス・サービスが提供されている。シンガポールでは開業当初から現在までUniversal Expressの名称で販売され、北京でも「环球优速通（Universal Express）」の名称で複数種のパスを展開している。

## 対象施設
エクスプレス・パスの対象となる施設・アトラクションはパークや時期によって変動するが、基本的には各パーク内の主要なライドやショーの大半が含まれる。新規オープン直後の人気アトラクションは、導入初期にはエクスプレス対象外とされる例もある（例：ハリウッドの「マリオカート 〜クッパの挑戦状〜」やアイランズ・オブ・アドベンチャーの「ヴェロキコースター」は開業当初対象外だった）が、状況に応じて後日対象に追加されることが多い。以下に主なパークごとの対象アトラクション例を示す。

### ユニバーサル・スタジオ・ハリウッド
ユニバーサル・スタジオ・ハリウッドでは、すべてのライド型アトラクションおよび主要ショーにエクスプレス対象が設定されている。優先入場の対象には、屋外特大ショーの「ウォーターワールド」（エクスプレス利用者向け優先席あり）も含まれる。魔法使いの世界のワンド体験「オリバンダーの店」など一部を除き、園内の最新アトラクションまで含めてほぼ全てでエクスプレス・レーンが利用可能である。主な対象施設は以下の通り。

#### アッパー・ロット
- ウォーターワールド
- ドリームワークス・シアター
- ユニバーサル・アニマル・アクターズ
- スペシャル・エフェクト・ステージ（英語版）
- ミニオン・ハチャメチャ・ライド
- シリー・スワリー
- ザ・シンプソンズ・ライド（英語版）

#### スタジオ・ツアー
- キングコング: 360 3-D（英語版）
- ファスト&フューリアス: スーパーチャージド（英語版）

#### ウィザーディング・ワールド・オブ・ハリー・ポッター
- ハリー・ポッター・アンド・ザ・フォービドゥン・ジャーニー
- フライト・オブ・ザ・ヒッポグリフ

#### ロウアー・ロット
- ジュラシック・ワールド・ザ・ライド
- リベンジ・オブ・ザ・マミー
- トランスフォーマー・ザ・ライド3D

ハリウッドでは「ユニバーサル・エクスプレス・チケット」として販売されており、これは1日入場券＋全アトラクション各1回の優先利用がセットになった形式である（既に入場券を持っている場合は差額でアップグレード可能）。上記のようにマリオカートなど最新人気ライドも現在は対象だが、スーパーニンテンドー・ワールド内のミニゲーム（パワーアップバンドを使った体験施設）などは対象外である。

### ユニバーサル・スタジオ・フロリダ／アイランズ・オブ・アドベンチャー
ユニバーサル・スタジオ・フロリダおよびアイランズ・オブ・アドベンチャーの2つのテーマパークでエクスプレス・パスが利用可能である（併設ウォーターパークのボルケーノ・ベイにはエクスプレス対象は無い）。フロリダでは基本的にすべての主要アトラクションが対象だが、魔法界の大型コースター「ハグリッドのマジカル・クリーチャー・モーターバイク・アドベンチャー」（2019年開業）や「ジュラシック・ワールド・ヴェロキコースター」（2021年開業）はオープンから一定期間は対象外となり、その後それぞれ2021年後半と2023年2月よりエクスプレス対応に加えられた。またパーク間を移動するホグワーツ特急はパーク間パス購入時のみ利用できる。以下に主な対象アトラクションを挙げる。

#### ユニバーサル・スタジオ・フロリダ

##### プロダクション・セントラル
- ミニオン・ハチャメチャ・ライド
- シュレック4-D
- トランスフォーマー・ザ・ライド3D
- ハリウッド・リップ・ライド・ロックイット（英語版）

##### ウッディー・ウッドペッカーズ・キッズゾーン
- E.T.アドベンチャー
- ウッディー・ウッドペッカーズ・ナッツハウス・コースター（英語版）
- アニマル・アクターズ・オン・ロケーション

##### ニューヨーク・エリア
- リベンジ・オブ・ザ・マミー
- レース・スルー・ニューヨーク・スターリング・ジミー・ファロン（英語版）

##### サンフランシスコ・エリア
- ファスト&フューリアス: スーパーチャージド

##### ウィザーディング・ワールド・オブ・ハリー・ポッター
- ハリー・ポッター・アンド・ザ・エスケープ・フロム・グリンゴッツ（英語版）
- ホグワーツ・エクスプレス（英語版）

##### ワールド・エキスポ
- メン・イン・ブラック・エイリアン・アタック（英語版）

##### スプリングフィールド
- ザ・シンプソンズ・ライド

##### ハリウッド・エリア
- ユニバーサル・ホラー・メイクアップ・ショー（英語版）

#### アイランズ・オブ・アドベンチャー

##### マーベル・スーパー・ヒーロー・アイランド
- インクレディブル・ハルク・コースター（英語版）
- アメイジング・アドベンチャー・オブ・スパイダーマン
- ドクター・ドゥーム・フィアー・フォール（英語版）
- ストーム・フォース・アクセラトロン（英語版）

##### トゥーン・ラグーン
- ポパイ・アンド・ブルートズ・ビルジーラット・バージス
- ダドリー・ドゥーライツ・リプソー・フォールズ（英語版）

##### スース・ランディング
- キャロスーセル
- ザ・キャット・イン・ザ・ハット
- ワン・フィッシュ・トゥー・フィッシュ・レッドフィッシュ・ブルーフィッシュ
- ザ・ハイ・イン・ザ・スカイ・スース・トロリー・トレイン・ライド

##### ザ・ロスト・コンティネント
- ザ・エイト・ヴォヤッジ・オブ・シンドバッド・スタント・ショー
- ポセイドンズ・フューリー

##### ウィザーディング・ワールド・オブ・ハリー・ポッター
- フライト・オブ・ザ・ヒッポグリフ
- ハグリッドのマジカル・クリーチャーズ ・モーターバイク・アドベンチャー（英語版）
- ハリー・ポッター・アンド・ザ・フォービドゥン・ジャーニー
- ホグワーツ・エクスプレス

##### ジュラシック・パーク
- ジュラシック・パーク・リバー・アドベンチャー
- プテラノドン・フライヤーズ

##### スカル・アイランド
- スカル・アイランド レイン・オブ・コング（英語版）

ユニバーサル・オーランドではこれら2つのテーマパークに加え、2025年開業予定の第3のテーマパーク「エピック・ユニバース」でもエクスプレス・パスの導入が予定されている（マルチパーク用パスにエピック・ユニバースを含むオプションが事前販売されている）。ウォーターパークのボルケーノ・ベイにはエクスプレス・パスは無く、代わりに待ち時間予約用の無料システム（バーチャルライン、TapuTapu）を採用している。

### ユニバーサル・スタジオ・ジャパン
ユニバーサル・スタジオ・ジャパン (USJ) では、各種エクスプレス・パスのセット内容によって対象アトラクションが異なる。基本的には主要エリアの人気ライド・ショーのほぼ全てにエクスプレス対応があり、その中から購入したパスに含まれる分だけ優先利用できる仕組みである。例えば「エクスプレス・パス7」では7つの人気アトラクションを各1回ずつ、「エクスプレス・パス4」では4つを1回ずつ優先利用できる（組み合わせはパスの種類ごとに決まっている）。また「エクスプレス・パス ～プレミアム～」では入場日当日に体験可能なほぼ全アトラクションが対象となる。エクスプレス・パスの種類によっては、特定エリアへの入場確約券（整理券なしで「スーパー・ニンテンドー・ワールド」や「ウィザーディング・ワールド・オブ・ハリー・ポッター」に入れる権利）やパレードの特別観賞エリア入場券が付属するものもある。以下は主なエクスプレス対象アトラクションの例である。

#### ハリウッド・エリア
- シング・オン・ツアー
- スペース・ファンタジー・ザ・ライド
- ハリウッド・ドリーム・ザ・ライド
- ハリウッド・ドリーム・ザ・ライド ～バックドロップ～

#### ニューヨーク・エリア
- 名探偵コナン 4-D ライブ・ショー 〜星空の宝石〜

#### ミニオン・パーク
- ミニオン・ハチャメチャ・ミッション 〜大悪党への道〜
- ミニオン・ハチャメチャ・ライド

#### ジュラシック・パーク
- ザ・フライング・ダイナソー
- ジュラシック・パーク・ザ・ライド

#### アミティ・ビレッジ
- ジョーズ

#### ウィザーディング・ワールド・オブ・ハリー・ポッター
- ハリー・ポッター・アンド・ザ・フォービドゥン・ジャーニー
- フライト・オブ・ザ・ヒッポグリフ

#### スーパー・ニンテンドー・ワールド
- ドンキーコングのクレイジー・トロッコ
- マリオカート 〜クッパの挑戦状〜
- ヨッシー・アドベンチャー

USJではアトラクションごとではなくパス商品ごとに利用対象が定められているため、公式サイトの案内ページに各パスで体験できるアトラクションの一覧が掲載されている。購入時にどのパスがどのアトラクションを含むかを確認し、自分の希望に合った組み合わせのパスを選ぶ必要がある。またエクスプレス・パスは当日のパーク入場券（スタジオ・パス）を持っていないと無効であり、日付指定のあるものはその当日限り有効となる。

### ユニバーサル・スタジオ・シンガポール
ユニバーサル・スタジオ・シンガポール (USS) では、入場券に追加して「ユニバーサル・エクスプレス」または「ユニバーサル・エクスプレス・アンリミテッド」を購入することで、園内のほとんどのアトラクションで優先搭乗が可能になる。対象施設はパーク内の主要ライド・ショーの大半であり、例として以下が挙げられる。

#### ハリウッド・エリア
- パンテージ・ハリウッド・シアター

#### ニューヨーク・エリア
- ライツ!カメラ!アクション!!byスティーヴン・スピルバーグ（英語版）
- セサミストリート・スパゲティ・スペース・チェイス（英語版）

#### SCI-FIシティ
- アクセラレータ
- バトルスター・ギャラクティカ:ヒューマン/サイロン
- トランスフォーマー・ザ・ライド3D

#### 古代エジプト
- リベンジ・オブ・ザ・マミー
- トレジャー・ハンター

#### ザ・ロスト・ワールド
- キャノピー・フライヤー
- ダイノソアリン
- ジュラシック・パーク・ラピッド・アドベンチャー（英語版）
- ウォーターワールド

#### 遠い遠い国
- ドンキー・ライブ
- エンチャンテッド・エアウェイズ（英語版）
- シュレック4-D

#### マダガスカル
- マダガスカル・クレート・アドベンチャー（英語版）
- キング・ジュリアンのビーチパーティー・ゴーラウンド

シンガポールでは、エクスプレス・パス購入者はいずれの対象アトラクションも通常待機列より優先して案内されるが、ハロウィーンイベント等の特別営業時を除き、通常は一般ゲストの行列とは別にファストレーン用意があるため待ち時間短縮効果は高い。公式には参加型アトラクションなど一部には適用されない旨が案内されている。

### ユニバーサル・スタジオ・北京
ユニバーサル・スタジオ・北京では、「环球优速通」（グローバル・エクスプレス・パス）としてエクスプレス・パスが提供されている。他のパークと同様に専用レーンから優先搭乗できるシステムだが、北京ではカバレッジ（対象アトラクション数）によって複数のパス商品が設定されているのが特徴である。主なラインナップは、3施設分の優先搭乗権が得られる「エクスプレス3」、5施設分の「エクスプレス5」、そしてパーク内の主要アトラクション14施設すべてが対象の「エクスプレス14」である。最高位のエクスプレス14では、園内のほぼ全てのライド・ショー（14か所）について1回ずつ優先利用が可能となる。また小規模アトラクション向けに1施設単位で購入できる「エクスプレス・シングル」も用意されており、ニーズに応じて柔軟に利用できるようになっている。
北京のエクスプレス・パスは単体チケットとしてだけでなく、1日入場券とセットになったパッケージとして販売されることもある。公式サイトでは日付指定でパッケージを選択すると、エクスプレス付きチケットを購入できる仕組みになっている。また北京パークでは混雑時にバーチャルキュー（Virtual Line）と呼ばれる無料の入場予約システムが導入されることがあり、エクスプレス購入者は対象エリア（例：人気エリアが入場制限された場合の優先入場など）にも予約なしで入れる特典が付与される場合がある。

## 批評と影響
ユニバーサル・エクスプレス・パスは、待ち時間短縮という大きなメリットがある一方で、サービス利用者と非利用者の間に待遇の差を生む点について議論になることがある。特にフロリダで無料のエクスプレス発券を廃止し有料化に踏み切った2000年代半ばには、「お金を払わなければ待ち時間短縮できず、不公平だ」「パーク内に階級制度を持ち込むべきではない」といった批判の声も一部ゲストから上がった。待ち時間短縮の恩恵を受けるために高額の追加料金が必要となることについて、「園内で経済力による優遇格差が生じる」と指摘する意見もある。一方、ユニバーサル側は有料エクスプレス導入の理由について、限られた発券数の無料予約システムでは十分な効果が得られず、より多くのアトラクションを自由に楽しみたいというゲストのニーズに応えるためと説明している。実際に有料パスへの一本化後は、好きな時間にほぼ全ての人気アトラクションへスムーズにアクセスできるようになり、特に旅行者や時間に限りのある利用者からは「追加料金を払う価値がある」との評価も多い。
USJにおいても、「遠方から訪れる限られた時間で最大限に楽しむには時間をお金で買うこのサービスは有用である」という肯定的な意見がある一方、「価格が高騰しすぎている」「利用しないと長時間待たされる状況になっている」といった賛否両論が存在する。総じて、ユニバーサル・エクスプレス・パスはテーマパーク運営側にとって追加収益源となると同時に、利用者の満足度向上につながる施策といえるが、その料金設定や公正さについては今後も議論が続く可能性がある。